# Saotis clypeata
Saotis clypeata är en stekelart som först beskrevs av William Harris Ashmead 1902.  Saotis clypeata ingår i släktet Saotis och familjen brokparasitsteklar. Inga underarter finns listade i Catalogue of Life.